# Liochthonius tuberculatus
Liochthonius tuberculatus är en kvalsterart som beskrevs av Hammer 1961. Liochthonius tuberculatus ingår i släktet Liochthonius och familjen Brachychthoniidae. Inga underarter finns listade i Catalogue of Life.